# 4-й Західний провулок (Житомир)
4-й Західний провулок — провулок в Богунському районі міста Житомира.

## Характеристики
Розташований на Мальованці. Бере початок з Каховської вулиці. Прямує на північний захід та повертає на захід. Завершується в 5-му Західному провулку. Від 4-го Західного провулка бере початок 7-й Західний провулок.

## Історія
На початку ХХ століття за місцем розташування провулка проходив шлях з Мальованки у напрямку Барашівки. У 1958 році почав забудовуватися та отримав чинну назву.